# Stefan Dienstbeck
Stefan Dienstbeck (* 20. Juli 1981 in München) ist ein deutscher evangelischer Theologe.

## Leben
Dienstbeck studierte von 2001 bis 2007 evangelische Religionslehre und Lateinische Philologie für das Lehramt an Gymnasien an der Ludwig-Maximilians-Universität München. Nach dem 1. Staatsexamen 2007 und der Promotion 2010 zum Dr. theol. in München war er von 2010 bis 2015 Wissenschaftlicher Assistent am Institut für Fundamentaltheologie und Ökumene der Ludwig-Maximilians-Universität München bei Gunther Wenz. Nach der Habilitation 2014 in Systematische Theologie ist er seit 2024 Professor für Systematische Theologie und Religionsphilosophie an der Universität Rostock.
Zu seinen Forschungsschwerpunkten zählen die Dogmatik in moderner Sprache und im interdisziplinären Dialog, die Religionsphilosophie mit Schwerpunkt auf Schelling und den Säkularismus-Diskurs, die Hellenistische Philosophie mit Schwerpunkt auf Stoa, die Ökumenische Theologie sowie die Beschäftigung mit der Theologie von Paul Tillichs, Wilhelm Herrmanns und Wolfhart Pannenbergs.

## Schriften (Auswahl)
- Transzendentale Strukturtheorie. Stadien der Systembildung Paul Tillichs, Göttingen 2011 (= Dissertation, München 2010), ISBN 3-525-56364-7.
- Die Theologie der Stoa (TBT 173), Berlin / Boston 2015 (= Habilitationsschrift, München 2014), ISBN 3-11-042836-9.
- mit Hannes Müller und Lisanne Teuchert (Hg.): Beziehungsweisen. Theologie in dialogischer Überzeugung. Festschrift für Bernd Oberdorfer zum 60. Geburtstag, Gütersloh 2022, ISBN 978-3-579-07465-8.